# Álvaro Manuel Santos Rosa Silva
Álvaro Silva (Lisboa, Portugal; 21 de abril de 1965 – 29 de abril de 2025) fue un atleta portugués especialista en la carrera de media distancia.

## Carrera
A nivel de Juegos Olímpicos participó en dos ocasiones, la primera de ellas fue en Seúl 1988 en el relevo 4 x 400 metros donde quedó eliminado en las semifinales luego de terminar en séptimo lugar de su hit clasificatorio junto a Paulo Curvelo, Filipe Lomba y Antonio Abrantes, donde solo pudieron superar al relevo de Canadá. Su segunda aparición se dio cuatro años después en Barcelona 1992 donde volvió a participar en el relevo 4 x 400 metros y repitió el resultado anterior de quedar eliminado en las semifinales, esta vez junto a José Mendes, Pedro Rodrigues y Paulo Curvelo, donde solo superaron al relevo de Zaire.
Ganó la medalla de bronce en el Campeonato Iberoamericano de Atletismo celebrado en México DF en 1988 en el relevo 4 x 400 metros.